# Uwe Neumahr
Uwe Neumahr (geboren 1972 in Winnenden) ist ein deutscher Literaturwissenschaftler und Schriftsteller.

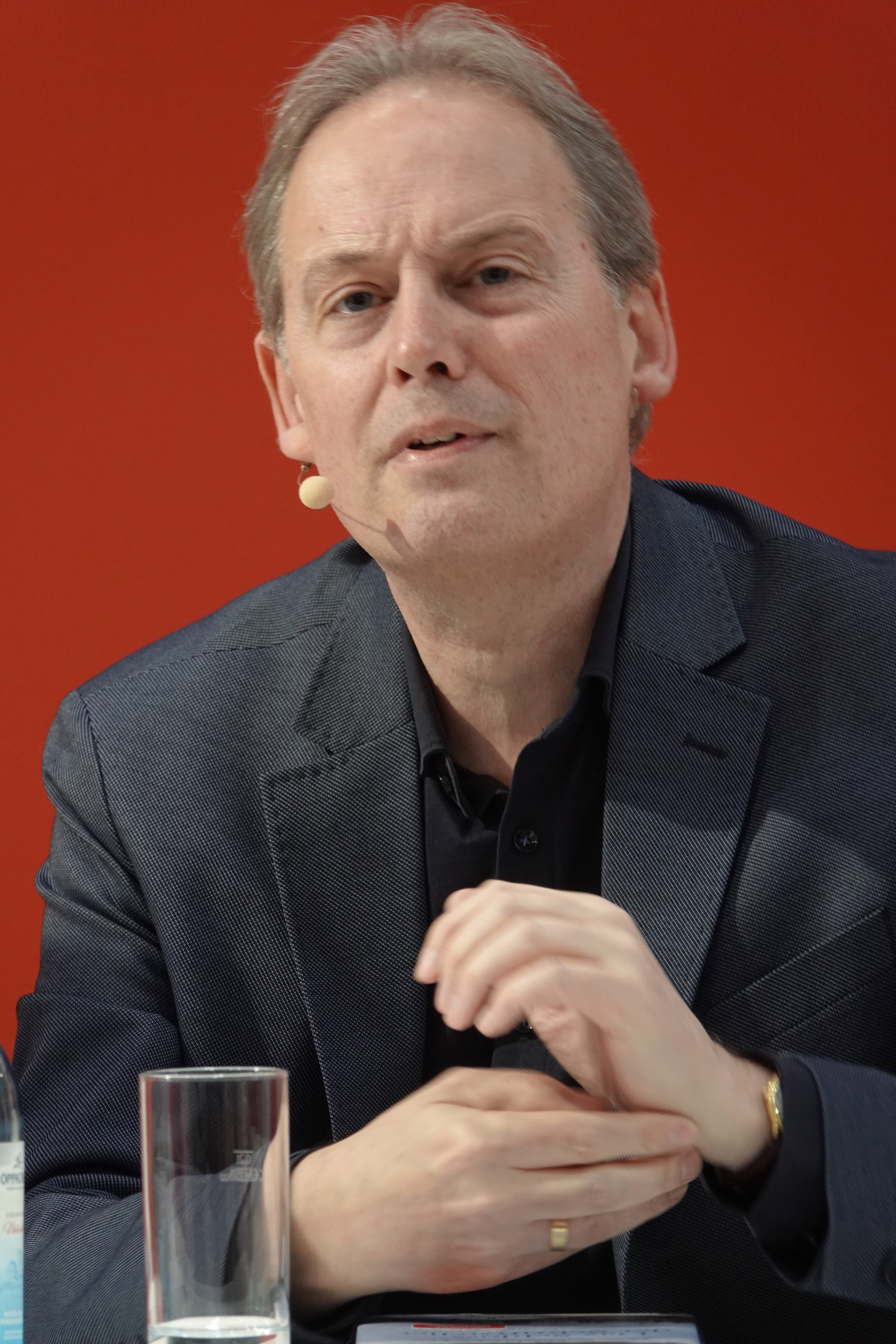
Uwe Neumahr (2023)

## Leben
Uwe Neumahr studierte an der Universität Tübingen und der Scuola Normale Superiore in Pisa Literaturwissenschaft und wurde 2001 an der Universität Köln mit einer Dissertation zur italienischen Renaissance promoviert. Er war wissenschaftlicher Mitarbeiter an der Forschungsstelle zur spanischen Renaissance der Universität Kiel. Seither arbeitet er als Literaturagent und freier Schriftsteller.
Neumahr ist mit der Arabistin und Schriftstellerin Agnes Imhof verheiratet. Sie leben am Ammersee.

## Schriften
- Protestatio de Iustitia in der Florentiner Hochkultur. Eine Redegattung. Münster: Lit-Verlag, 2002. Köln, Univ., Diss., 2002
- Inquisition und Wahrheit: der Kampf um den reinen Glauben; von Peter Abaelard und Bernhard von Clairvaux bis Hans Küng und Josef Ratzinger. Stuttgart: Kreuz-Verlag, 2005
- Cesare Borgia. Der Fürst und die italienische Renaissance. München: Piper, 2007
- Georg Friedrich Händel: ein abenteuerliches Leben im Barock. München: Piper, 2009
- Miguel de Cervantes. Ein wildes Leben. München: C.H. Beck, 2015
- Die exzentrische Lebensgeschichte des Künstlers und Verbrechers Benvenuto Cellini. Darmstadt: WBG Theiss, 2021
- Das Schloss der Schriftsteller. Nürnberg ’46. München: C.H. Beck, 2023[5]